# Angueira
Angueira era una freguesia portuguesa del municipio de Vimioso, distrito de Braganza.

## Historia
Angueira obtuvo su carta foral del rey Manuel I en 1516 y en la organización municipal moderna perteneció inicialmente al municipio de Outeiro, hasta su extinción el 31 de diciembre de 1853, pasando entonces al de Vimioso.
Fue suprimida el 28 de enero de 2013, en aplicación de una resolución de la Asamblea de la República portuguesa promulgada el 16 de enero de 2013 al unirse con la freguesia de Caçarelhos, formando la nueva freguesia de Caçarelhos e Angueira.
Además de portugués, en Angueira también se habla el idioma mirandés, una lengua asturleonesa reconocida oficialmente en Portugal.